# Tuomilahti (sjö)
Tuomilahti är en sjö i Finland. Den ligger i Puumala i landskapet Södra Savolax, i den södra delen av landet, 230 km nordost om huvudstaden Helsingfors. Tuomilahti ligger 88 meter över havet. I omgivningarna runt Tuomilahti växer i huvudsak barrskog.